# Boogie, el aceitoso
Boogie el aceitoso es una tira cómica de Roberto Fontanarrosa. En ella se critica seriamente la mentalidad mercenaria, los mercenarios y el armamentismo, por medio de la figura de un asesino sin corazón que parece sentir absoluto desprecio por todo y por todos.

"Sé que Boogie me despreciaría mucho,
Por sudamericano de un país periférico.
No entraría dentro de sus amistades."
Roberto Fontanarrosa

## Argumento
Boogie es un mercenario despiadado de origen estadounidense, veterano de la Guerra de Vietnam y experto en el uso de todo tipo de armas, que hace cualquier cosa por dinero y para quien ninguna variante para obtenerlo es indigna. Es altamente machista, considera que las mujeres sirven solo para satisfacer sus necesidades primarias (sexo). Prófugo de la justicia desde su nacimiento, Boogie, "el Aceitoso", se convirtió en un profesional de la violencia. Matón a sueldo, sirve con efectividad asesina al mejor postor: puede perseguir judíos, negros, homosexuales o chicanos, extorsionar a periodistas por orden de algún político, protagonizar el aviso publicitario de la "44 Magnum de luxe" o -más humanitariamente- asistir a un suicida al que le falta coraje para matarse.
Boogie siente profunda aversión por los homosexuales, izquierdistas, comunistas, los latinos, los afroamericanos y tal vez por la humanidad en general. No obstante, no existe una referencia de cual es el origen de tal odio (aunque según en la película se dijo que tal odio se debe a que la sociedad lo ha hecho así). 
Es rubio, musculoso, de fuerte contextura física. Mandíbula a lo bulldog, tiene la típica dentadura, enorme y perfecta, de sus admirados yanquis. "Seguí el consejo de Quino —argumenta Roberto Fontanarrosa, su ideólogo—: ser lo más libre posible de entrada, para no ajustarme al encadenamiento, al cautiverio que significa ceñirse a una evolución cronológica". No obstante, desde hace algún tiempo, se le nota más gordo; su cuello perdió forma y ya no se afeita con asiduidad: Boogie envejeció.
A lo largo de los tomos que componen la colección de Boogie el Aceitoso, Fontanarrosa nos muestra sus cambios físicos y de actitud. Al principio Boogie es partícipe activo de la historia; a medida que avanza ésta, pasa más a ser un espectador y un comentarista de situaciones ajenas, que interviene solo cuando es necesario.

## Publicación
En la década de 1990 Boogie comenzó a aparecer en el diario El Tiempo, de Colombia, y -luego de ser mudado de suplemento- su publicación fue finalmente suspendida porque, según argumentaron los editores, volvía simpática la imagen del sicario, como se denomina allí a los asesinos a sueldo. Por entonces, le llegaron a Fontanarrosa varias cartas de lectores que defendían al personaje. "Era una cosa terrible, tipos contentos porque por fin llegaba alguien que les pegara a los negros y a las mujeres". Una feliz lectura literal, que no interpreta la parodia.
A lo largo de su existencia, el personaje se instaló a punta de pistola en diversas revistas nacionales -como Humor y La Maga- e internacionales -como el prestigioso semanario Proceso de México-. Allí su nombre ingresó al lenguaje político: "ése es un Boogie" se llegó a decir para mencionar a tipos de oscuros procedimientos e intenciones. Desde 1974, en que apareció la primera recopilación de páginas del héroe en forma e libro, publicada por Ediciones de la Flor, doce tomos renovaron su contacto con los lectores : el último, salió a la venta en 1995. Un centenar de historietas no incluidas en ninguno de esos libros fue publicado poco después.
Pero no solo en la Argentina se publicaron los libros de Boogie. En 1975 se publicó en Italia, una selección en un librito de la colección "Comic Strip" de la editorial E.A., bajo el equívoco título de "Bogart". Mucho más dignamente apareció, también en italiano, Boogie, l'oleoso, en publicado en 1989 por Glénat. En Brasil se llamó Boogie, o Seboso, y lo editó L&PM Editora de Porto Alegre. Conservando su nombre real, la editorial La Oveja Negra publicó en Colombia siete volúmenes que correspondían a los primeros de la edición argentina.
Mercenario sin vergüenza para inmiscuirse en cualquier asunto, hasta sirvió de inspiración a Fernando Aure para su ópera Un sueño olvidado, que presentó en 1989 en el Centro Experimental del Teatro Colón.
Sin que pueda ser localizado desde hace ya bastante tiempo, se vio a "el Aceitoso" por última vez en las páginas del suplemento Rosario/12. Pero se trata de otra de sus viles patrañas: esas aventuras no son nuevas. A esta altura, ya es buscado hasta por su propio autor: "El caso es que la gente como Boogie, es que tiene la violencia como gesto, me da mucho temor. No me gustan nada esos tipos que dividen las cosas con una línea tajante entre amigos y enemigos".

## Película
El 22 de octubre de 2009 se estrenó en Argentina el filme animado de la historieta, con nombre homónimo. Dirigida por Gustavo Cova e interpretada por Pablo Echarri (Boogie) y Nancy Dupláa (Marcia). Fue el primer largometraje animado argentino realizado en 3D.